# Thú săn
Thú săn hay con mồi là bất kỳ động vật nào bị săn bắn để phục vụ cho nhu cầu giải trí hoặc để lấy thịt rừng và sản phẩm động vật khác. Những loài động vật bị săn thường được xem là thú săn, gồm các loài động vật có vú (thú) và các loài chim (điểm cầm). Trong tiếng Anh nghĩa của chữ "Game" trong tiếng Anh thời Trung cổ đã được phát triển để chỉ một con vật bị săn (con mồi).

## Các loài
Chủng loại và giới hạn của các loài động vật bị săn bắt lấy thịt thay đổi ở những nơi khác nhau trên thế giới. Ở một số quốc gia, các loại thú săn được phân loại, bao gồm phân loại pháp lý đối với giấy phép được yêu cầu, như là thú săn nhỏ hay thú săn lớn. Thông thường, ở Hoa Kỳ thú săn được chia làm vài loại vì mục đích pháp lý, như sau:
- Thú săn lớn: hươu đuôi trắng, hươu đuôi đen, nai sừng tấm châu Âu, nai sừng xám, gấu, cừu sừng lớn, linh dương sừng nhánh, lợn rừng, lợn lòi Pecari, bò rừng bizon.
- Thú săn nhỏ: Thỏ, thỏ đồng, sóc, chồn Opossum, gấu mèo, nhím, chồn hôi, Bassariscus astutus, Bonasa umbellus.
- Thú da lông: Hải ly, cáo đỏ, chồn nâu, chồn thông châu Âu, Ondatra zibethicus, rái cá, linh miêu đuôi cộc.
- Dã thú: Báo sư tử, báo đốm, sói xám, sói đồng cỏ.
- Chim cạn: Gà lôi, chim cút, bồ câu, Scolopax, Alectoris chukar.
- Thủy cầm: Vịt, mòng két, mergus, ngỗng, thiên nga.

Ở Anh, Thú hoang dã bao gồm cáo, thỏ đồng, hươu nai, và chồn nhỏ là đối tượng của việc săn bắn, phổ biến nhất là săn hươu và săn cáo của giới quý tộc. Khi những người châu Âu đến, các loại thú săn được đưa vào New Zealand nhằm làm nguồn tài nguyên săn bắn. Các loại hươu, lợn, dê, thỏ đồng, linh dương, sơn dương đều thích nghi tốt với địa hình ở New Zealand.

## Lịch sử
Tại hầu hết các nơi ở châu Âu thời Trung cổ, tầng lớp thượng lưu có những đặc quyền được săn bắt trong các khu vực của một lãnh thổ phong kiến. Thú săn ở những khu vực này được sử dụng làm nguồn thực phẩm và lông, thường được chia đều cho các thợ săn chuyên nghiệp, nhưng cũng được trông chờ làm một hình thức giải trí cho giới quý tộc, hình thành quan điểm độc quyền thú săn và những người ngoài vòng pháp luật thường bị buộc tội chính là "săn nai của nhà vua". Khi thú săn trở nên xa xỉ hơn mức cần thiết, các phương pháp truy đuổi theo kiểu cách cũng trở thành một sự xa xỉ.
Ngày nay chó được dùng để tìm, truy đuổi, nhặt mồi và đôi khi giết thú săn. Chó đi săn giúp con người bám theo và giết những thú săn khó hay nguy hiểm. Việc săn bắt động vật có vú hoang dã với chó ở Anh và Wales đã bị cấm theo đạo luật săn bắt 2004. Ở Ấn Độ, với những thú săn lớn, chẳng hạn như hổ Bengal, người ta thường cưỡi voi khi đi săn.
Một chuyến safari có thể là một chuyến đi săn và ngày hay kể cả vài tuần, cắm trại ở trong rừng cây bụi hay rừng rậm, trong khi đang truy tìm thú săn lớn. Sử dụng súng đi săn ở Anh thì khác với việc săn bắt truyền thống, ít phải tìm kiếm thú săn, vì mỗi năm có khoảng 35 triệu con chim được thả ra nhằm phục vụ săn bắn, một số từ các nông trại. 

## Pháp lý
Ở Hoa Kỳ, săn bắt thường được quy định bởi luật liên bang Hoa Kỳ, theo đó những loài thú săn nào có thể được săn. Săn bắt thú săn lớn thường yêu cầu phải có các tấm thẻ kèm theo cho mỗi động vật săn được. Thẻ phải được mua cùng với giấy phép đi săn, và số thẻ phát cho mỗi cá nhân thường bị giới hạn. Trong trường hợp mà có nhiều thợ săn hơn lượng thú săn ở một loài nào đó, thẻ thường được chia theo kiểu xổ số. Thẻ cũng có thể bị hạn chế ở một khu vực đặc biệt, hay nơi bảo tồn đời sống hoang dã. Săn bắt các loài thủy cầm di trú thường yêu cầu giấy phép săn vịt (duck stamp) từ Cục Hoang dã và Cá Hoa Kỳ kèm theo giấy phép săn bắt phù hợp ở bang đó.
Săn bắt các động vật khác ngoài thú săn lớn thường bị hạn chế bởi mẻ săn (bag limit) và giới hạn sở hữu (possession limit). Mẻ săn là số lượng tối đa của một loài động vật đặc biệt mà một cá nhân được phép săn trong một ngày. Giới hạn sở hữu là số lượng tối đa của một loài động vật đặc biệt mà một cá nhân có thể sở hữu tại bất kỳ lúc nào. Giới hạn mẻ săn từ phong tục của những người hay săn các loài thú săn nhỏ, khi họ mang các giỏ nhỏ để chứa thú săn, tương tự như giỏ đựng cá.Với những thú săn lớn như nai sừng tấm châu Âu, thì giới hạn theo mùa là một con mỗi thợ săn. Trong nhiều trường hợp, giới hạn mẻ săn được thiết lập với ý định cân bằng lượng thú săn giữa các thợ săn hơn là để bảo vệ động vật.
Sử dụng súng khi đi săn thường được quy định theo loại thú săn, khu vực, thời điểm. Những quy định trong việc săn bắt thú săn lớn thường ghi rõ cỡ nòng và động năng nòng súng tối thiểu khi sử dụng súng. Các bang cũng thu tiền từ việc bán giấy phép săn bắt để hỗ trợ việc bảo tồn những loài thú săn theo chỉ định của pháp luật. Săn bắt các loài gây hại là hình thức giết có chọn lọc những loài động vật được xem là có hại, không phải thú săn.
Ở Hoa Kỳ, những người kiểm soát động vật hoang dã cũng thường góp phần vào việc điều chỉnh và cấp phép cho săn bắt bằng cách quy định số lượng, kiểu và điều kiện mà loài thú săn nào có thể bị săn.trong việc kiểm soát mật độ động vật có liên quan đến kiểm soát số lượng và đôi khi là kích cỡ hay độ tuổi của thú săn để đảm bảo được sự duy trì mật độ. 